# Symplocos junghuhnii
Symplocos junghuhnii är en tvåhjärtbladig växtart som beskrevs av Sijfert Hendrik Koorders. Symplocos junghuhnii ingår i släktet Symplocos och familjen Symplocaceae. Inga underarter finns listade i Catalogue of Life.